# فیلم‌نامه‌نویس

یک صفحه فیلمنامه

فیلم‌نامه‌نویس (به انگلیسی: Screenwriter) یا سناریست (به فرانسوی: scénariste) به نویسندگانی گفته می‌شود که متنی که از روی آن فیلم می‌سازند را می‌نویسند. در ایران به این متن فیلمنامه یا سناریو می‌گویند.
فیلم‌نامه‌نویس کسی است که فیلم‌نامه‌ای کامل را، یا بر اساس طرحی از خودش یا بر اساس طرحی که به او داده شده‌است، می‌نویسد. «در کنار تهیه‌کننده، کارگردان و بازیگران از عوامل اصلی فیلم به حساب می‌آید.»
فیلم‌نامه‌نویسان ممکن است نویسندهٔ رمان یا داستان هم باشند، یا این‌که تنها به نوشتن فیلم‌نامه بپردازند.

## نویسنده طرح
نویسنده طرح کسی است که ایده اصلی فیلم‌نامه از اوست. معمولاً کسی که طرح فیلم‌نامه می‌دهد، خود نیز فیلم‌نامه را می‌نویسد، اما گاهی نوشتن فیلم‌نامه به دیگری سپرده می‌شود و نام او به عنوان نویسنده طرح، در عنوان‌بندی فیلم می‌آید.

## بازنویسنده
بازنویسنده کسی است که فیلم‌نامه اصلی، به او سپرده می‌شود، تا برپایه نظر کارگردان یا تهیه‌کننده، تغییراتی در آن داده شود و فیلم‌نامه مطلوب و نهایی آماده شود.

### کتابشناسی
- گذرآبادی، محمد (۱۳۹۳). فرهنگ فیلمنامه. تهران: بنیاد سینمایی فارابی. ص. ۴۵۵. شابک ۹۷۸۹۶۴۲۷۳۹۳۲۵.